# バシリキシマブ
バシリキシマブ（Basiliximab）はヒトT細胞のIL-2受容体のα鎖（CD25）に対するマウス・ヒトキメラ抗体である。臓器移植における拒絶反応の予防に用いられる。商品名シムレクト。欧米で1998年に、日本で2002年に承認された。

## 効能・効果
バシリキシマブは腎移植を受ける患者に対して拒絶反応を防止する目的で他剤と併用され用いられる。成人・小児に対して用いることができるが、体重10kg未満の小児等に対する使用経験は少ない。
シクロスポリンの代替薬として扁平苔癬の治療に20mg/4日を投与して有効であったとの報告もある。同研究では急性の副作用は発現していない。

## 作用機序
バシリキシマブは活性化されたT細胞表面のインターロイキン2（IL-2）受容体にIL-2と競合的に結合して、受容体へのシグナル伝達を阻害し、B細胞の増殖と活性化を阻害する。その結果、抗体産生がされなくなり、移植臓器への免疫反応が防止される。

## 分子生物学的特性
バシリキシマブは抗CD25モノクローナル抗体で、IgG1サブクラスに属する。

## 副作用
重大な副作用として添付文書に記載されているものは、急性過敏症反応、感染症、進行性多巣性白質脳症（PML）、BKウイルス腎症である。
その他5%以上に発現する副作用として、頭痛、咽喉痛、咳嗽、鼻漏、喀痰増加、血圧上昇、リンパ球数減少、白血球増加、血小板血症、白血球減少、下痢、血中LDH増加、AST（GOT）増加、ALT（GPT）増加、血中ALP増加、血中ビリルビン増加、γ-GTP増加、蛋白尿陽性、発熱、C-反応性蛋白増加、悪寒、胸痛、血中トリグリセリド増加が報告されている。

## 歴史
成人の腎移植については、1992年に欧米で臨床試験が開始され、1998年の4月にスイスで、5月に米国で、10月にEU各国で承認された。日本では1999年に臨床試験が開始され、2002年1月に承認された。
また小児については、1997年に欧米で臨床試験が開始され、2000年12月にEU各国で、2001年3月に米国で承認された。日本では2003年4月に臨床試験が開始され、2008年6月に承認された。